# Dimbokro
Dimbokro es una ciudad en el centro de Costa de Marfil, que se encuentra 240 kilómetros al norte de la capital económica Abiyán y a 80 km al sudeste de la capital política Yamusukro, en la zona de influencia de la realeza baoulé. La ciudad es la capital de la región N'zi-Comoé y tiene estimado en 2010 una población de más de 60 000 habitantes.

## Geografía
Dimbokro es el departamento de la capital (y única ciudad) que lleva su nombre, y la prefectura de la región N'zi. El departamento también tiene 73 zonas rurales y abarca 1.601,3 km².
El pueblo ha heredado una serie de logros que lo hacen sentir orgulloso, celebrándolos en el aniversario de rotación de la independencia.

## Historia

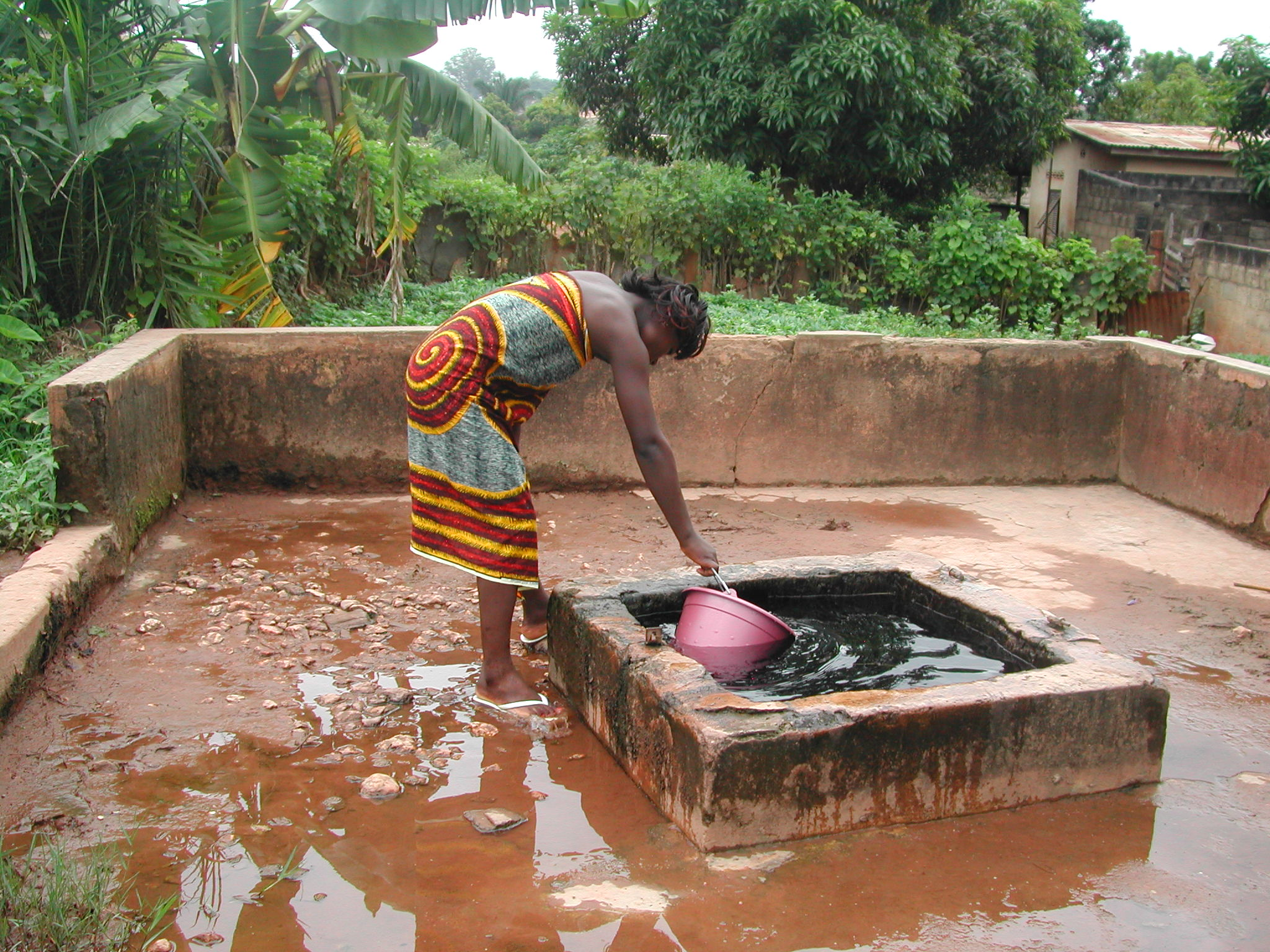
Pozos coniales de Pango

30 de enero de 1950: En respuesta a una huelga de las compras de productos importados y la protección de los honorarios legales pagados a los productores africanos de café y cacao, así como varias manifestaciones que exigían la liberación de muchos líderes del Partido Democrático de Costa de Marfil (siguientes incidentes entre Reagrupamiento Democrático Africano y el partido creado y apoyado por "la opresión colonial"), y bajo el pretexto de defender la libertad de comercio, los administradores coloniales implican el ejército BOUAFLE 21 de enero (3 muertos), Dimbokro 30 de enero (14 muertos, 50 heridos) en Séguéla. 2 de febrero (3 muertes) y tratar el 27 de enero para detener Félix Houphouët-Boigny. En Dimbokro, el Comandante Círculo·· lanzó fuego contra la multitud que se manifestaba frente a su residencia. Al parecer, las fuerzas externas, los civiles europeos fueron asesinados. Las reuniones del Reagrupamiento Democrático Africano son posteriormente prohibidas por Francia.

## Población
| Gráfica de evolución demográfica de Dimbokro entre 1975 y 2010 |
|                                                                |
|                                                                |

## Infraestructuras
Dimbokro compónese de los barrios Belleville, Sokouradjan, Dioulakro, Commerce, CITE, quartier présidentiel, Ceg, Blaidy, Languy-Broukro (Broukro-sur-Nzi), Koffikro, Kennedy y Comikro.